# Dolce Italia
Dolce Italia è un album di Eugenio Finardi pubblicato nel 1987.

## Descrizione
L'album prende il nome dalla title track, Dolce Italia, scritta dal cantautore mentre si trovava presso Boston in Massachusetts, in visita ai propri genitori con la propria figlioletta nata da poco. In occasione di un lungo inverno nevoso, protrattosi fino all'aprile, la scrisse il giorno dell'anniversario della liberazione d'Italia, come "una canzone d'amore" verso il proprio paese.

## Tracce
1. Dolce Italia - 3:37
2. La vita fa male - 3:46
3. Musica desideria - 3:44
4. Carceriera - 6:24
5. Amica (in duetto con Laura Valente) - 3:07
6. Soweto - 5:23
7. I fiori del maggio - 3:27
8. Basta - 3:46
9. Pessimistic - 5:48

## Formazione
- Eugenio Finardi – voce, cori, sequencer, batteria elettronica
- Lucio Fabbri – arpa, fisarmonica, tastiera, violino
- Gabriele Cicognani – basso
- Walter Calloni – batteria
- Pierluigi Ferrari – chitarra classica
- Hugh Bullen – basso
- Vittorio Cosma – tastiera, pianoforte, percussioni, tamburello
- Max Costa - sequencer, programmazione, batteria elettronica
- Claudio Dentes – chitarra acustica
- Bob Callero – basso
- Demo Morselli – tromba
- Amedeo Bianchi – sax
- Laura Valente, Dee Lewis, Feiez – cori